# Thália Florá-Karavía
Thália Florá-Karavía (en grec moderne : Θάλεια Φλωρά-Καραβία) est une peintre grecque. Elle est née en 1871 à Siátista et décédée à Athènes en 1960.

## Biographie
De 1895 à 1900, elle étudie les Beaux-Arts dans des écoles privées à Munich, l'Académie ne lui étant pas autorisée. Elle fait donc, à sa façon, partie de l'École de Munich. 
Elle voyage ensuite régulièrememt à travers l'Europe, l'Asie mineure et l'Égypte. Elle développe ainsi des thèmes nouveaux mais aussi des techniques picturales personnelles. En effet, si ses premiers travaux sont typiques de l'académisme munichois, ils sont ensuite marqués par le post-impressionnisme.
En 1907, lors d'un séjour en Égypte, elle épouse un journaliste. Ils s'installent à Alexandrie.

## Postérité
Le documentaire Nostos, réalisé par Sandrine Dumas et sorti en 2015, a pour fil conducteur une toile de Thália Florá-Karavía, « La femme à l’ombrelle ».
À travers les voyages de l’artiste, Sandrine Dumas dresse une série de portraits de la Grèce du XXe siècle, en lien avec les origines grecques de sa mère.